# Грудень 2000
Грудень 2000 — дванадцятий, останній місяць 2000 року, що розпочався в п'ятницю 1 грудня та закінчився у неділю 31 грудня.

## Події
- 1 грудня — вступив на пост президент Мексики Вісенте Фокс.
- 15 грудня — третій реактор Чорнобильської АЕС закрито через політичний натиск із Заходу.